# هیندو (شهرستان هیو)
هیندو (به لاتین: Hindu) یک منطقهٔ مسکونی در استونی است که در دهستان اماسته واقع شده‌است.